# Ашеа
Ашеа (итал. Ascea) је насеље у Италији у округу Салерно, региону Кампанија.
Према процени из 2011. у насељу је живело 1199 становника. Насеље се налази на надморској висини од 231 м.

## Становништво
Према резултатима пописа становништва 2011. у општини је живело 5.580 становника.
| 1931. | 1936. | 1951. | 1961. | 1971. | 1981. | 1991. | 2001. | 2011. |
| ----- | ----- | ----- | ----- | ----- | ----- | ----- | ----- | ----- |
| 3.008 | 3.537 | 4.267 | 4.830 | 4.677 | 5.234 | 5.186 | 5.392 | 5.580 |